# 洛杉磯恐怖故事
《洛杉磯恐怖故事》（英語：Penny Dreadful: City of Angels）是一部美國驚悚電視劇，由約翰·洛根開創。該劇是2014年開播的電視劇《英國恐怖故事》的衍生劇，第一季於2018年11月獲得預訂。故事背景設定在1938年的洛杉磯，時值墨西哥裔美國人的民俗怪談融入美國社會的時期。劇集於2020年4月26日在Showtime首播。2020年8月，Showtime在第一季完結之後取消續訂劇集。

## 概要
《洛杉磯恐怖故事》的發生時間設定在主劇《英國恐怖故事》發生約40年後，1938年的洛杉磯，時值墨西哥裔美國人的民俗怪談融入美國社會的時期。神靈死亡聖神與邪靈及其跟隨者之間的衝突將主角們聯繫起來。劇集將探索當時的超自然現象，在該歷史背景下創造新的神秘神話和道德困境。

## 演員與角色

### 主要角色
- 娜塔莉·多莫 飾演 瑪格達（Magda）：魅力無限、聰明又善變的超自然邪靈，能偽裝化身成為任何人，亦敵亦友[3]。

- 丹尼爾·佐瓦托（英语：Daniel Zovatto） 飾演 蒂亞戈·維加（Tiago Vega）：洛城警署第一位墨西哥裔警探[4]。

- 潔西卡·加薩（Jessica Garza） 飾演 約瑟芬娜·維加（Josefina Vega）：蒂亞戈最年幼的妹妹[5]。

- 強納森·尼威斯（Johnathan Nieves） 飾演 馬特奧·維加（Mateo Vega）：蒂亞戈的弟弟[5]。

- 艾德里安娜·巴拉扎（英语：Adriana Barraza） 飾演 瑪麗亞·維加（Maria Vega）：維加家族的族長[6]。

- 納坦·朗 飾演 劉易斯·米切納（Lewis Michener）：洛城警署的警探，蒂亞戈·維加的搭檔[7]。

- 羅里·金尼爾 飾演 彼得·克拉夫特（Peter Craft）：一名德國小兒科醫生，親納粹的德裔美國人同盟組織首領[8]。

- 凱莉·畢許（英语：Kerry Bishé） 飾演 莫莉（Sister Molly）：一名有魅力的電台傳道者[9]。

### 常設角色
- 艾美·麥蒂根（英语：Amy Madigan） 飾演 阿德萊德·芬尼斯特（Adelaide Finnister）：莫莉的母親[10]。

- 布倫特·斯派爾 飾演 內德·范德霍夫（Ned Vanderhoff）：警署隊長，蒂亞戈·維加和劉易斯·米切納的上司[10]。

- 琳·雪伊 飾演 多蒂·明特（Dottie Minter）：劉易斯·米切納的朋友[10]。

- 麥克·蓋拉迪斯 飾演 查爾頓·湯森（Charlton Townsend）：洛杉磯市議會議員[11]。

- 蘿倫薩·伊佐 飾演 死亡聖神（Santa Muerte）：邪靈瑪格達的姐妹[11]。

- 亞當·羅德里格茲（英语：Adam Rodriguez） 飾演 勞爾·維加（Raul Vega）：維加家族的長子，蒂亞戈的哥哥[11]。

- 托馬斯·克萊舒曼 飾演 理查德·戈斯（Richard Goss）：神秘的德國貴族建築師，與市政廳有著緊密聯繫[11]。

- 多明尼克·席伍德 飾演 庫爾特（Kurt）：理查德·戈斯的司機兼保鏢[11]。

- 伊桑·派克（英语：Ethan Peck） 飾演 赫爾曼·阿克曼（Herman Ackermann）：彼得·克拉夫特的副手，德裔美國人同盟組織的第二領導人[11]。

- 派波兒·普拉寶（英语：Piper Perabo） 飾演 琳達·克拉夫特（Linda Craft）：彼得·克拉夫特的妻子[12]。

## 集數
| 集數 | 標題 | 譯名           | 導演               | 編劇                   | 上線日期      | 美國收視人數 （百萬） |
| ---- | ---- | -------------- | ------------------ | ---------------------- | ------------- | --------------------- |
| 1    |      | 死亡聖神       | 帕可·卡貝薩斯      | 約翰·洛根              | 2020年4月26日 | 0.448                 |
| 2    |      | 死人躺下       | 帕可·卡貝薩斯      | 約翰·洛根              | 2020年5月3日  | 0.318                 |
| 3    |      | 邪惡舊世界     | 希吉歐·密密卡-蓋森 | 約翰·洛根              | 2020年5月10日 | 0.352                 |
| 4    |      | 荷塞芬娜與聖靈 | 希吉歐·密密卡-蓋森 | 約翰·洛根              | 2020年5月17日 | 0.308                 |
| 5    |      | 皇家太陽之子   | 羅克森·道森        | 荷西·里維拉            | 2020年5月24日 | 0.369                 |
| 6    |      | 待公佈         | 羅克森·道森        | 文尼·威爾海姆          | 2020年5月31日 | 0.348                 |
| 7    |      | 待公佈         | 雪瑞·福克森        | 科林·里德爾            | 2020年6月7日  | 0.360                 |
| 8    |      | 待公佈         | 雪瑞·福克森        | 塔蒂亞娜·蘇亞雷斯-皮科 | 2020年6月14日 | 0.289                 |
| 9    |      | 待公佈         | 丹·阿蒂亞斯        | 約翰·洛根              | 2020年6月21日 | 0.380                 |
| 10   |      | 待公佈         | 理查德·J·劉易斯    | 約翰·洛根              | 2020年6月28日 | 0.307                 |

1. ↑  第一季第一集於2020年4月23日提前於線上首播[13]。

## 製作

### 開發
帕科·卡貝薩斯確認將執導數集，他此前曾執導主劇《英國恐怖故事》的其中四集，包括劇集的最後一集。2020年8月21日，Showtime在第一季完結之後取消續訂劇集。

### 選角
2019年1月，丹尼爾·佐瓦托確認出演劇集。2月，娜塔莉·多莫、潔西卡·加薩、強納森·尼威斯和納坦·朗加入主演陣容。3月，艾德里安娜·巴拉扎和羅里·金尼爾確認參演。4月，凱莉·畢許確認出演主要角色。2019年5月，艾美·麥蒂根、布倫特·斯派爾和琳·雪伊確認出演常規角色。6月，麥克·蓋拉迪斯、蘿倫薩·伊佐、亞當·羅德里格茲、托馬斯·克萊舒曼、多明尼克·席伍德和伊桑·派克確認出演常規角色。8月，派波兒·普拉寶確認出演常規角色。

### 拍攝
劇集計劃於2019年春在洛杉磯開機拍攝。

## 迴響
《洛杉磯恐怖故事》在影視匯總點評網站爛番茄上獲得80%的新鮮度，7.49/10分（25位劇評人）。《洛杉磯恐怖故事》在Metacritic網站上獲得了「普遍好評」，62/100分（15位劇評人）。

## 宣傳與發行
2020年1月13日，Showtime釋出預告片，宣佈劇集將於2020年4月26日首播。

### 影碟發行
| 季數 | 季數 | 集數 | DVD發行日期   | DVD發行日期 | DVD發行日期 | 藍光影碟發行日期 | 藍光影碟發行日期 |
| 季數 | 季數 | 集數 | 區域1         | 區域2       | 區域4       | A區              | B區              |
| ---- | ---- | ---- | ------------- | ----------- | ----------- | ---------------- | ---------------- |
|      | 1    | 10   | 2020年9月29日 | 待公布      | 待公布      | 待公布           | 待公布           |

## 資料來源
1. ↑  Andreeva, Nellie; Petski, Denise. . Deadline. 2018-11-01  [2019-02-22]. （原始内容存档于2019-02-02） （美国英语）.
2. ↑  Diaz, Eric. . Nerdist. 2019-02-22  [2019-02-23]. （原始内容存档于2019-02-23） （美国英语）.
3. 1 2  Andreeva, Nellie; Petski, Denise. . Deadline. 2019-02-22  [2019-02-22]. （原始内容存档于2019-02-22） （美国英语）.
4. 1 2  Andreeva, Nellie. . Deadline. 2019-01-17  [2019-02-22]. （原始内容存档于2019-02-03） （美国英语）.
5. 1 2 3  Petski, Denise. . Deadline. 2019-02-15  [2019-02-22]. （原始内容存档于2019-02-25） （美国英语）.
6. 1 2  Petski, Denise. . Deadline. 2019-03-07  [2019-03-07]. （原始内容存档于2019-03-08） （美国英语）.
7. 1 2  Andreeva, Nellie. . Deadline. 2019-02-26  [2019-02-26]. （原始内容存档于2019-02-26） （美国英语）.
8. 1 2  Petski, Denise. . Deadline. 2019-03-19  [2019-03-19]. （原始内容存档于2019-03-20） （美国英语）.
9. 1 2  Andreeva, Nellie. . Deadline Hollywood. 2019-04-04  [2019-04-05]. （原始内容存档于2019-04-04） （美国英语）.
10. 1 2 3 4  Petski, Denise. . Deadline Hollywood. 2019-05-20  [2019-05-20]. （原始内容存档于2019-05-20） （美国英语）.
11. 1 2 3 4 5 6 7  Petski, Denise. . Deadline Hollywood. 2019-06-25  [2019-08-15]. （原始内容存档于2019-07-01） （美国英语）.
12. 1 2  Nemetz, Dave. . TVLine. 2019-08-13  [2019-08-15]. （原始内容存档于2021-02-25） （美国英语）.
13. ↑  Penny Dreadful: City of Angels on Showtime [@SHO_Penny].  (推文). 2020-04-23  [2020-04-24] –Twitter （美国英语）.
14. ↑  Metcalf, Mitch. . Showbuzz Daily. 2020-04-28  [2020-04-28]. （原始内容存档于2020-04-28） （美国英语）.
15. ↑  Metcalf, Mitch. . Showbuzz Daily. 2020-05-05  [2020-05-05]. （原始内容存档于2020-05-05） （美国英语）.
16. ↑  Metcalf, Mitch. . Showbuzz Daily. 2020-05-12  [2020-05-12]. （原始内容存档于2020-05-13） （美国英语）.
17. ↑  Metcalf, Mitch. . Showbuzz Daily. 2020-05-19  [2020-05-19]. （原始内容存档于2020-05-19） （美国英语）.
18. ↑  Metcalf, Mitch. . Showbuzz Daily. 2020-05-27  [2020-05-27]. （原始内容存档于2020-05-28） （美国英语）.
19. ↑  Metcalf, Mitch. . Showbuzz Daily. 2020-06-02  [2020-06-04]. （原始内容存档于2020-06-03） （美国英语）.
20. ↑  Metcalf, Mitch. . Showbuzz Daily. 2020-06-09  [2020-06-09]. （原始内容存档于2020-06-09） （美国英语）.
21. ↑  Metcalf, Mitch. . Showbuzz Daily. 2020-06-16  [2020-06-16]. （原始内容存档于2020-06-16） （美国英语）.
22. ↑  Metcalf, Mitch. . Showbuzz Daily. 2020-06-23  [2020-06-23]. （原始内容存档于2020-05-13） （美国英语）.
23. ↑  Metcalf, Mitch. . Showbuzz Daily. 2020-06-30  [2020-06-30]. （原始内容存档于2020-06-30） （美国英语）.
24. ↑  Petski, Denise. . Deadline. 2019-01-31  [2019-02-22]. （原始内容存档于2019-02-25） （美国英语）.
25. ↑  Otterson, Joe. . Variety. 2020-08-21  [2020-08-21]. （原始内容存档于2020-08-21） （美国英语）.
26. ↑  Patten, Dominic. . Deadline. 2019-03-11  [2019-03-11]. （原始内容存档于2019-03-12） （美国英语）.
27. ↑  . 爛番茄.   [2020-05-06]. （原始内容存档于2020-06-20） （美国英语）.
28. ↑  . Metacritic.   [2020-04-28]. （原始内容存档于2020-07-23） （美国英语）.
29. ↑  Ramos, Dino-Ray. . Deadline Hollywood. 2020-01-13  [2020-01-13]. （原始内容存档于2020-01-13） （美国英语）.
30. ↑  .   [2020-08-10] –Amazon （美国英语）.

## 外部連結
- 互联网电影数据库（IMDb）上《洛杉磯恐怖故事》的资料（英文）
- 豆瓣电影上《洛杉磯恐怖故事》的資料 （简体中文）